# 梅爾維爾高地
梅爾維爾高地（英語：Melville Highlands），是南極洲的高地，位於南奧克尼群島的勞里島中部，處於皮里半島和南岸之間，海拔高度約500米，在1825年命名，現時由南極條約體系管理。